# Воловице
Волови́це (пол. Wołowice) — село в Польше в сельской гмине Чернихув Краковского повета Малопольского воеводства.

## География
Село располагается в 5 км от административного центра гмины села Чернихув и в 18 км от административного центра воеводства города Краков.
Село состоит из частей, которые имеют собственные наименования: Бжег, Дзядувка, Чворак, Галатувка, Гротова, Карасювка, Кмеце, Кшеменник, Нивка, Пихонувка, Подедвор, Подленже, Подзагаце, Скотня, Сулкова, Вендзонце, Выспа, Закраце, Завале, Завежбе.
В 1975—1998 годах село входило в состав Краковского воеводства.

## Население
По состоянию на 2013 год в селе проживало 1423 человек.
| 2010 | 2013 |
| ---- | ---- |
| 1357 | 1423 |

| Перепись  | Всего   | Всего | Женщины | Женщины | Мужчины | Мужчины |
| --------- | ------- | ----- | ------- | ------- | ------- | ------- |
| Единицы   | человек | %     | человек | %       | человек | %       |
| Население | 1423    | 100   | 705     |         | 718     |         |